# Aguriahana yangi
Aguriahana yangi är en insektsart som beskrevs av Zhang, Chou och Huang 1992. Aguriahana yangi ingår i släktet Aguriahana och familjen dvärgstritar. Inga underarter finns listade i Catalogue of Life.